# Chasing Yesterday (film)
Pour plus de détails, voir Fiche technique et Distribution.
Chasing Yesterday est un film américain réalisé par George Nichols Jr., sorti en 1935.
Ce film dramatique historique est adapté du roman Le Crime de Sylvestre Bonnard d'Anatole France, publié en 1881. C'est un remake du film français Le Crime de Sylvestre Bonnard réalisé par André Berthomieu, sorti en 1929

## Synopsis
Sylvestre Bonnard est un bibliophile vieillissant. Un après-midi, en parcourant ses souvenirs, il tombe sur un bref mot écrit par une ancienne maîtresse. En l'étudiant, il se rend compte qu'il est écrit sur une page arrachée d'un livre rare qu'il recherche depuis des décennies. Excité, il décide de retourner dans sa ville natale, où lui et sa maîtresse ont vécu leur histoire d'amour, afin d'essayer de trouver le livre.
À son arrivée, Bonnard rencontre un avocat, Mouche, grâce auquel il découvre que son ancienne amour avait une fille, qui vit désormais dans un internat pour filles. Mouche est le tuteur de la jeune fille. Ne trouvant pas le livre dans sa recherche, Bonnard se rend à l'école pour parler avec la fille, Jeanne. A son arrivée, il est consterné de constater que Mouche et la directrice de l'école, Mlle Prefere, traitent la jeune fille de 15 ans avec cruauté. Il est également fasciné par la jeune femme, à tel point que son voyage passe désormais de la recherche du livre à la tentative de sauvetage de la jeune fille.
Sentant un moyen d'échapper aux limites de l'école, et à l'insu de Bonnard, Jeanne convainc Mlle Prefere qu'il s'intéresse à elle de manière romantique. Lorsque Bonnard rentre chez lui à Paris, Jeanne dit à Mlle Prefere que Bonnard serait ravi s'ils lui rendaient visite là-bas. À leur arrivée, Bonnard est ravi, ce que Mlle Prefere interprète à tort comme une démonstration d'intérêt romantique. Au fur et à mesure que le temps passe et qu'ils restent à Paris, Mlle Prefere devient de plus en plus convaincue que Bonnard est bel et bien amoureux d'elle. Lorsqu'elle aborde le sujet du mariage avec le bibliophile vieillissant, celui-ci est consterné par cette suggestion. Dans la confusion qui s'ensuit, Jeanne avoue son subterfuge, ce qui provoque une réaction de colère compréhensible de Mlle Prefere. Embarrassée, celle-ci reconduit Jeanne à l'école, interdisant à Bonnard de tenter de rendre visite à la jeune fille à laquelle il s'attache fortement.
Sans autorisation, Bonnard se rend à l'école et, avec la coopération sans réserve de Jeanne, l'emmène avec l'intention de l'adopter. Dès la découverte de la disparition de la jeune fille, Mouche comprend où elle a dû aller et se rend à Paris pour affronter Bonnard. Ce faisant, il propose de vendre l'adoption de Jeanne à Bonnard, et de ne pas porter plainte pour enlèvement, contre une grosse somme d'argent. Souhaitant sortir la jeune fille de sa malheureuse situation, Bonnard accepte la vente, mais la seule façon de récolter de l'argent est de vendre sa collection de livres. Désemparé à l'idée d'abandonner ses livres bien-aimés, mais ne voyant pas d'autre moyen, fixe un délai pour finaliser la vente. Cependant, Coccoz, un libraire ambulant que Bonnard connaît, arrive à la dernière minute et on découvre que Mouche a volé le livre rare qui avait provoqué les recherches de Bonnard. Non seulement il a volé le livre, mais on découvre également qu'il avait falsifié les papiers originaux lui donnant la garde de Jeanne.
Les rôles étant inversés, Mouche accepte l'adoption de Jeanne par Bonnard et renonce à tout paiement.

## Fiche technique
- Titre : Chasing Yesterday
- Réalisateur : George Nichols Jr.
- Assistant réalisateur : Doran Cox
- Second assistant : George Lollier
- Scénario : Francis Edward Faragoh, d’après le roman d'Anatole France (1881)
- Photographie : Lucien Andriot
- Montage : Arthur P. Schmidt
- Musique : Alberto Colombo (non crédité)
- Direction artistique : Van Nest Polglase
- Décors : Tom Little
- Costumes : Clem Harrington, Edith Clark
- Son : George D. Ellis
- Producteur : Cliff Reid (producteur associé)
- Société de production : RKO Pictures
- Société de distribution : RKO Pictures
- Pays d'origine :  États-Unis
- Langue : Anglais américain
- Format : Noir et blanc — 35 mm — 1,37:1 — Son : Mono (RCA Victor System)
  - Métrage : 2 103 mètres (9 bobines)
- Genre : Film dramatique, Film historique, Film romantique
- Durée : 77 minutes (1 h 17)
- Dates de sortie : 
  - États-Unis : 3 mai 1935
  - Royaume-Uni : 4 novembre 1935

## Distribution
- Anne Shirley : Jeanne Alexandre
- O.P. Heggie : Sylvestre Bonnard
- Helen Westley : Thérèse
- Elizabeth Patterson : Mlle. Prefere
- Etienne Girardot : M. Mouche
- John Qualen : Aristide Coccoz
- Junior Durkin : Henri

Acteurs non crédités
- Richard Abbott : le commissaire-priseur
- Mary Bovard : la fée
- Doris Lloyd : Mme De Gabry
- Charles G. Martin
- Jerry Miley
- Anne O'Neal : la vendeuse de magasin de vêtements
- Hilda Vaughn : Collette, l'esclave
- David Worth

## À noter
- Les titres provisoires de ce film étaient Prince charmant, Légende dorée, Le Printemps à Paris, Paris au printemps, Le Crime de Sylvestre Bonnard et Sylvestre Bonnard [1].
- Le film a été tourné de janvier 1935 au 27 février 1935 à Laurel Canyon (Hollywood Hills, Los Angeles, Californie), et aux Prudential Studios, 5300 Melrose Avenue à Los Angeles ainsi qu'aux RKO-Pathé studios de Culver City.
- En mars 1935, il fut révélé que le titre du film, basé sur le livre d'Anatole France, serait Chasing Yesterday, et qu'Anne Shirley en était la vedette [2]. Fin mars, la photographie du film était terminée et le montage avait commencé [3].
- Harrison's Reports a publié une critique très mitigée du film, complimentant la mise en scène et le jeu des acteurs, mettant en avant Anne Shirley et O.P. Heggie, tout en estimant que le scénario manquait d'intérêt : « L'histoire, cependant, se déroule d'une manière si convenue, apathique et sans intérêt qu'on s'ennuie vite et que l'on se désintéresse du résultat [4]. »
- The Film Daily était également peu aimable pour le film, le qualifiant de « drame sentimental juste traité dans un style simple [5]. »